# Oleksandr Nerusch
Oleksandr Nerusch (ukrainisch Олександр Неруш; * 17. Januar 1983 in Kiew, Ukrainische SSR) ist ein ukrainischer Basketballspieler. Er ist 1,93 Meter groß und spielt auf den Positionen des Small Forwards.